# Бугайчик африканський
Буга́йчик африканський (Ixobrychus sturmii) — вид птахів родини чаплевих (Ardeidae).

## Поширення
Вид поширений у значній частині Африки. Він гніздиться майже у всіх країнах Африки південніше Сахари від Мавританії та Ефіопії до Південної Африки і відсутній лише в пустелях і напівпустелях. Середовищем існування є річки та озера з обсадженими деревами берегами, болотами або мангровими заростями.

## Опис
Дрібна чапля, завдовжки від 27 до 30 см. Оперення зверху рівномірно сіро-сланцеве. Нижня сторона смугаста біло-сіра. Дзьоб і ноги жовтого кольору.

## Спосіб життя
Основною їжею бугайчика африканського є водяні жуки та личинки бабок. Рідше їсть дрібних жаб, рибу, равликів і ракоподібних. Розмножується на деревах і чагарниках. Гніздо будує із сухої трави на висоті від 50 см до 4 м над рівнем води. Три-чотири яйця висиджують близько п'ятнадцяти днів.